# Conotyla montivaga
Conotyla montivaga är en mångfotingart som beskrevs av Loomis 1943. Conotyla montivaga ingår i släktet Conotyla och familjen Conotylidae. Inga underarter finns listade i Catalogue of Life.